# Kent Conrad
Gaylord Kent Conrad (Bismarck, 12 marzo 1948) è un politico statunitense, senatore democratico per lo Stato del Dakota del Nord dal 1987 al 2013.

## Biografia
Nato nel Dakota del Nord, Conrad venne cresciuto dai nonni dopo essere rimasto orfano da piccolo. Dopo aver studiato alla Stanford University e alla George Washington University, Conrad lavorò come funzionario prima di entrare in politica.
Nel 1980 fu eletto Tax Commissioner del Dakota del Nord e mantenne l'incarico fino al 1986, anno in cui si candidò al Senato. Conrad venne eletto di misura e durante la campagna elettorale promise che non avrebbe chiesto la rielezione nel 1992 se il deficit di bilancio federale non fosse sceso durante il suo mandato. Quando sei anni dopo fu chiaro che il deficit non sarebbe sceso, Conrad rispettò la promessa e non si presentò per la rielezione.
Tuttavia nel settembre dello stesso anno l'altro senatore del Dakota del Nord, Quentin N. Burdick, in carica da trentadue anni, morì improvvisamente. La vedova Jocelyn venne nominata per occupare il seggio fino al momento dell'elezione speciale che ne avrebbe determinato il successore e Conrad decise di candidarsi per la competizione. A dicembre Conrad vinse e si ritrovò in una situazione anomala: era stato eletto senatore mentre ufficialmente era ancora senatore per l'altro seggio. Conrad si dimise dal vecchio incarico il giorno stesso per prestare giuramento come senatore per il nuovo seggio.
Gli elettori lo riconfermarono con elevate percentuali di voto sia nel 1994 che nel 2000 che nel 2006. Nel 2012 decise di non chiedere un altro mandato e si ritirò a vita privata, lasciando il seggio alla compagna di partito Heidi Heitkamp.
Giudicato un moderato a livello ideologico, Conrad si è sposato due volte: la prima moglie Pam è la sorella dell'ex Segretario dell'Agricoltura e governatore repubblicano Ed Schafer; dopo il divorzio da Pam, Conrad si risposò in seconde nozze con la lobbista Lucy Calautti.